# Список найбільших авіакомпаній світу
Нижче наведений список найбільших авіакомпаній світу підрахований різними методами:

## Пасажироперевезення
| Місце | Авіакомпанія            | 2011        | 2010        | 2009        | 2008        | 2007        | 2006       | 2005       |             |
| ----- | ----------------------- | ----------- | ----------- | ----------- | ----------- | ----------- | ---------- | ---------- | ----------- |
| 1     | Delta Air Lines1        | 163,838,348 | 162,614,714 | 161,049,000 | 106,070,000 | 72,900,000  | 73,584,000 | 86,007,000 | [ 3 ]       |
| 2     | United Airlines2        | 141,799,000 | 145,550,000 | 81,421,000  | 86,412,000  | 68,400,000  | 69,265,000 | 66,717,000 | [ 4 ]       |
| 3     | Southwest Airlines3     | 135,274,464 | 130,948,747 | 101,339,000 | 101,921,000 | 101,911,000 | 96,277,000 | 88,380,000 | [ 5 ]       |
| 4     | Lufthansa Group         | 112,335,000 | 90,173,000  | 76,543,000  | 70,543,000  | 66,100,000  | 53,400,000 | 51,300,000 | [ 6 ] [ 7 ] |
| 5     | American Airlines       | 106,013,737 | 105,163,576 | 85,719,000  | 92,772,000  | 98,162,000  | 99,835,000 | 98,038,000 | [ 8 ]       |
| 6     | China Southern Airlines | 80,674,800  | 76,500,000  | 66,280,000  | 57,961,000  | 56,900,000  | 48,512,000 | 43,228,000 | [ 9 ]       |
| 7     | Ryanair4                | 76,400,000  | 80,553,580  | 66,503,999  | 58,565,663  | 50,931,723  | 42,509,112 | 34,768,813 | [ 10 ]      |
| 8     | Air France-KLM          | 75,780,000  | 70,750,000  | 71,394,000  | 73,844,000  | 74,795,000  | 73,484,000 | 70,015,000 | [ 11 ]      |
| 9     | China Eastern Airlines  | 68,724,960  | 64,877,800  | 44,042,990  | 37,231,480  | 39,161,400  | 35,039,700 | 24,290,500 | [ 12 ]      |
| 10    | US Airways              | 60,854,368  | 59,809,367  | 58,921,521  | 62,659,842  | 66,056,374  | 66,102,774 | 71,580,012 | [ 13 ]      |

Примітки

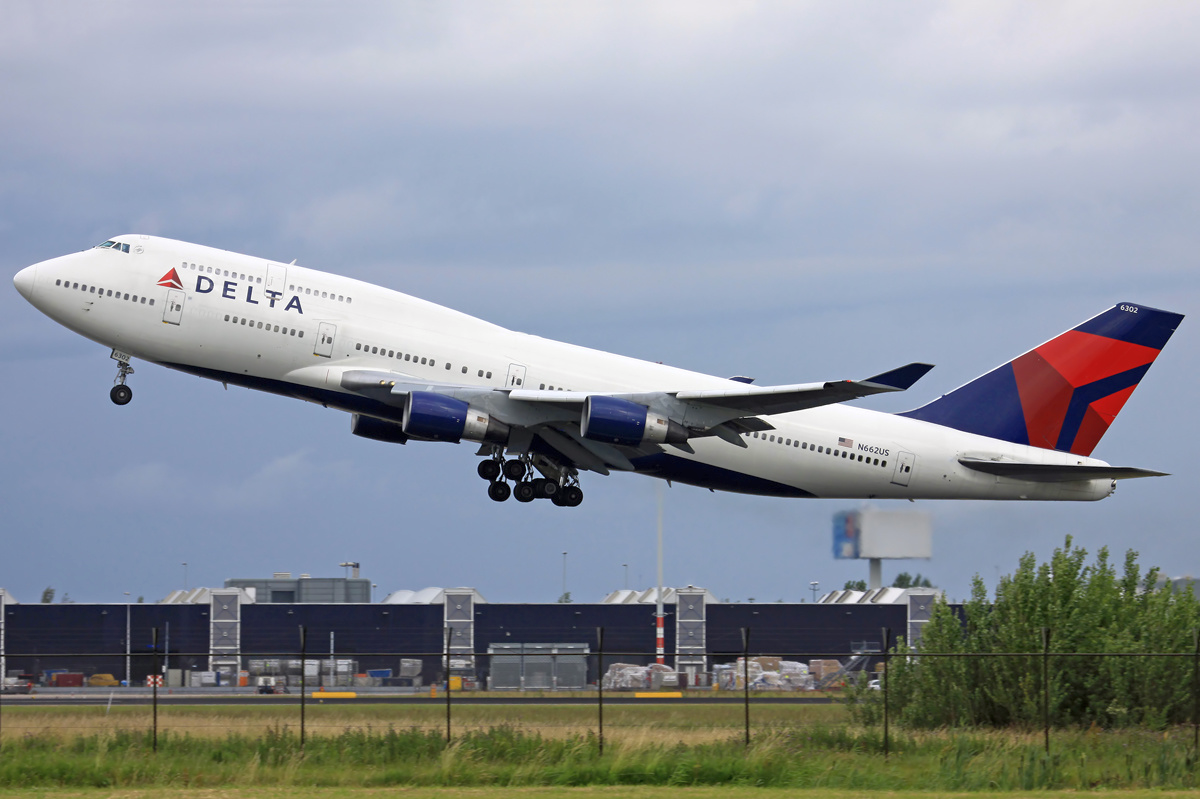
Delta Boeing 747

- Рейтинг складений на основі даних Міжнародної асоціації повітряного транспорту і офіційних публікацій авіакомпаній;
- ↑  Наведені об'єднані дані Delta/Northwest
- ↑  Наведені об'єднані дані United/Continental
- ↑  Наведені об'єднані дані Southwest/AirTran
- ↑  Для Ryanair дані наведені за кількістю проданих квитків

## Перевезення вантажу

### Регулярні перевезення (міжнародні + внутрішні) вантажу у розрахунку тона-кілометр
| Місце | Авіакомпанія              | 2010 (млн) | 2009 (млн) |
| ----- | ------------------------- | ---------- | ---------- |
| 1     | FedEx Express             | 15,743     | 15,939     |
| 2     | UPS Airlines              | 10,194     | 10,566     |
| 3     | Cathay Pacific1           | 9,587      | 9,109      |
| 4     | Korean Air1               | 9,542      | 8,974      |
| 5     | Emirates1                 | 7,913      | 8,132      |
| 6     | Lufthansa1                | 7,423      | 7,674      |
| 7     | Singapore Airlines Cargo1 | 7,001      | 7,118      |
| 8     | China Airlines            | 6,410      | 5,411      |
| 9     | Cargolux                  | 5,166      | -          |
| 10    | EVA Air                   | 4,901      | -          |

Примітки

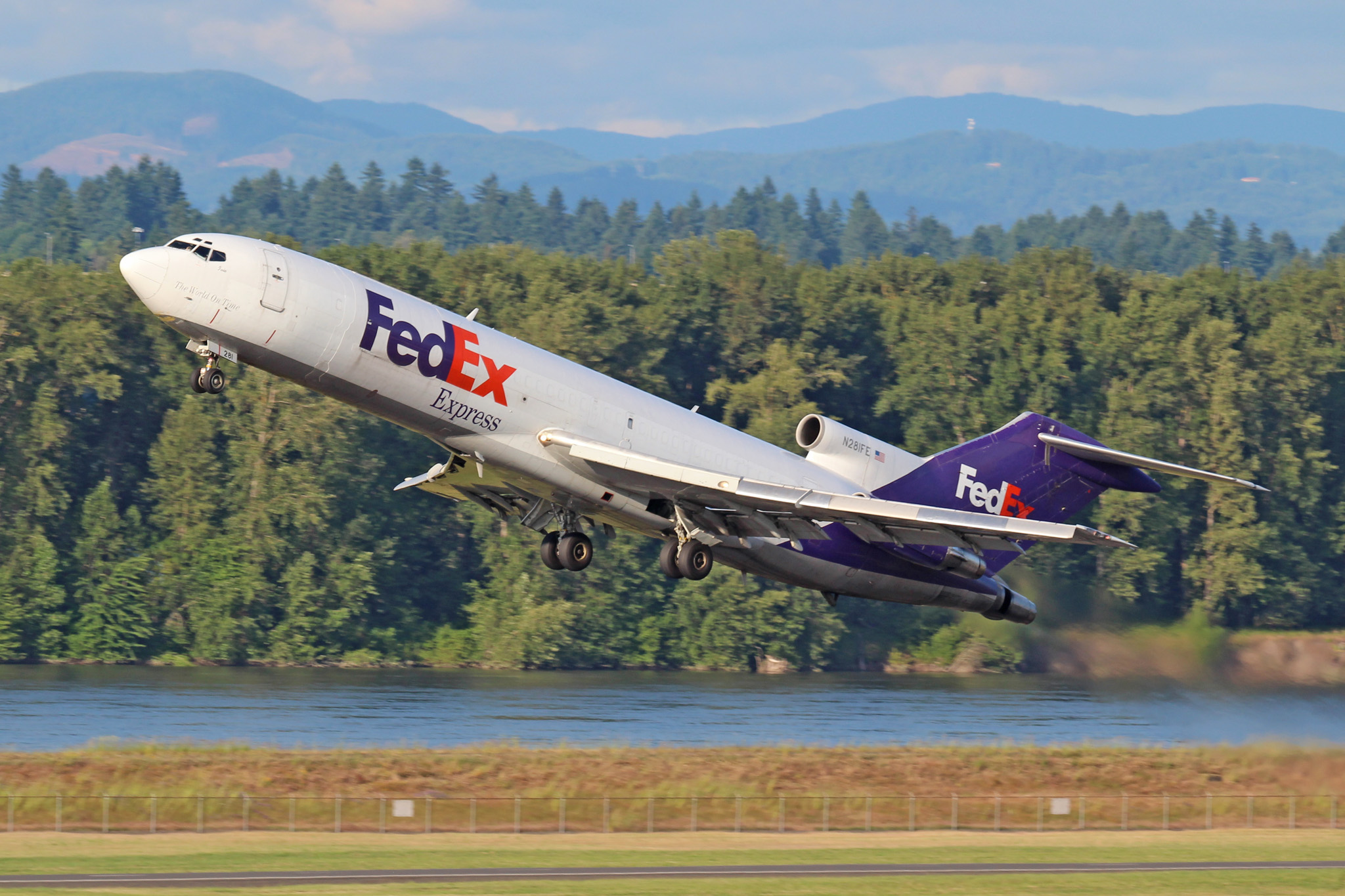
FedEx Express Boeing 727

- Рейтинг складений на основі даних Міжнародної асоціації повітряного транспорту
- ↑  За виключенням перевезень у Гонконг та Макао з Китаю.

## За розміром флоту

### Пасажирські авіакомпанії
| Місце | Авіакомпанія                  | Розмір флоту |
| ----- | ----------------------------- | ------------ |
| 1     | Delta Air Lines               | 722          |
| 2     | Southwest Airlines1           | 706          |
| 3     | United Airlines               | 701          |
| 4     | Lufthansa Group               | 696          |
| 5     | American Airlines2            | 617          |
| 6     | Air France-KLM                | 586          |
| 7     | Ryanair                       | 427          |
| 8     | China Southern Airlines       | 420          |
| 9     | Air Canada3                   | 352          |
| 10    | International Airlines Group4 | 347          |
| 10    | US Airways                    | 338          |

Примітки

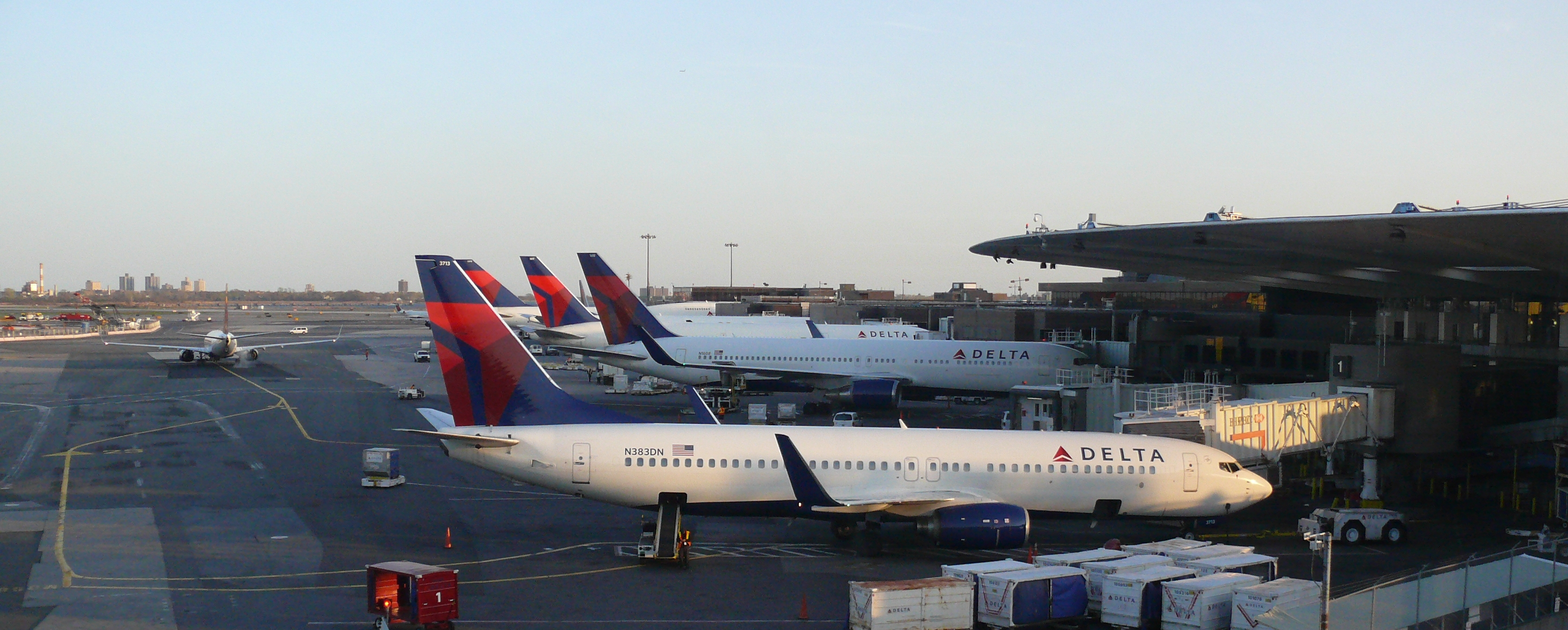
Літак Delta

- ↑  Дані разом з AirTran Airways.
- ↑  Розмір флоту American Eagle не враховано.
- ↑  Разом з Air Canada Express.
- ↑  Дані по British Airways та Iberia наведені разом.

### Вантажні авіакомпанії
| Місце | Авіакомпанія         | Розмір флоту |
| ----- | -------------------- | ------------ |
| 1     | FedEx                | 688          |
| 2     | UPS Airlines         | 214          |
| 3     | DHL Aviation         | 75           |
| 4     | TNT Airways          | 50           |
| 5     | Korean Air Cargo     | 24           |
| 6     | Cathay Pacific Cargo | 24           |
| 7     | China Airlines Cargo | 19           |
| 8     | Lufthansa Cargo      | 18           |
| 9     | EVA Air Cargo        | 18           |
| 10    | Cargolux             | 16           |

## За кількістю маршрутів

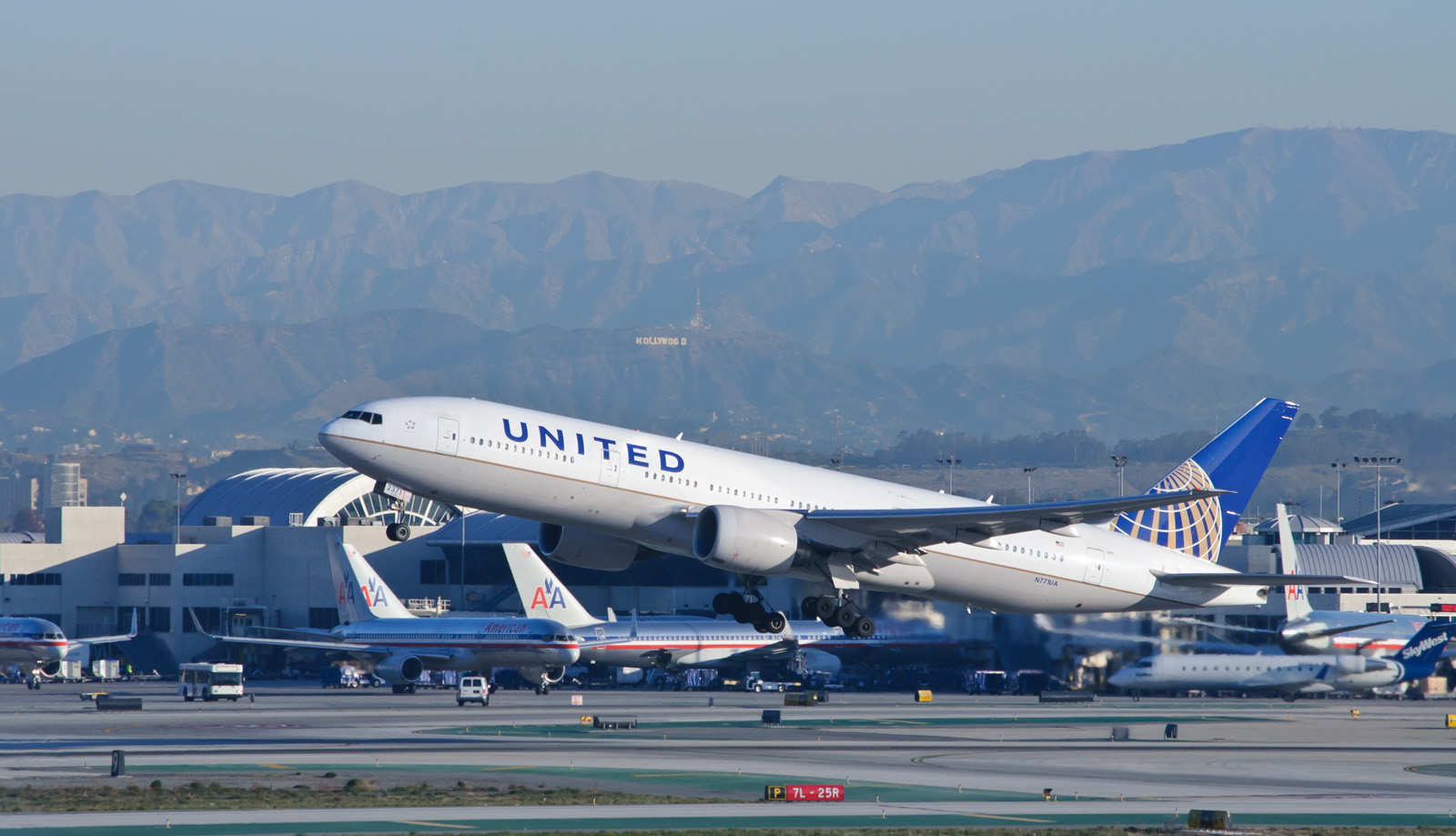
United Airlines Boeing 777

| Місце | Авіакомпанія           | Країна                | Напрямків |
| ----- | ---------------------- | --------------------- | --------- |
| 1     | United Airlines        | United States         | 371       |
| 2     | Delta Air Lines        | United States         | 356       |
| 3     | American Airlines      | United States         | 260       |
| 4     | Air France-KLM         | Франція, Нідерланди   | 230       |
| 5     | Lufthansa              | Germany               | 217       |
| 6     | US Airways             | United States         | 206       |
| 7     | Turkish Airlines       | Туреччина             | 201       |
| 8     | British Airways-Iberia | United Kingdom, Spain | 200       |
| 9     | Qantas                 | Australia             | 182       |
| 10    | Air Canada             | Canada                | 180       |

## Лідери по регіонам

### Регулярні рейси
| Континент/ регіон            | Авіакомпанія            | Перевезено пасажирів | Повний список                                                 |
| ---------------------------- | ----------------------- | -------------------- | ------------------------------------------------------------- |
| Африка                       | EgyptAir                | 9,517,000 (2010)     | Список найбільших авіакомпаній Африки                         |
| Азія                         | China Southern Airlines | 76,455,100 (2010)    | Список найбільших авіакомпаній Азії                           |
| Центральна Америка та Кариби | AviancaTaca             | 17,420,000 (2010)    | Список найбільших авіакомпаній Центральної Америки та Карибів |
| Європа                       | Lufthansa Group         | 106,335,000 (2011)   | Список найбільших авіакомпаній Європи                         |
| Північна Америка             | Delta Air Lines         | 163,838,348 (2011)   | Список найбільших авіакомпаній Північної Америки              |
| Океанія                      | Qantas Group            | 43,336,000 (2010)    | Список найбільших авіакомпаній Океанії                        |
| Південна Америка             | TAM Airlines            | 34,553,000 (2010)    | Список найбільших авіакомпаній Південної Америки              |